# José María Vidal García
José María Dionisio Vidal García (Lage, 8 de abril de 1900-Ibidem, 23 de febrero de 1988) fue un fotógrafo español, uno de los pioneros de la fotografía en la provincia de La Coruña. Dejó un importante legado documental de la Costa de la Muerte gallega que se encuentra recogido en el Archivo Fotográfico Vidal del Museo del Mar de Lage.

## Reseña biográfica
José Vidal nació el 8 de abril de 1900 en el seno de una familia numerosa de nueve hermanos de la villa coruñesa de Lage. Desde joven comenzó su afición a la fotografía, heredada de su padre, el abogado Plácido Vidal Díaz (1867-1956). En 1928 contrajo matrimonio con Ramona Eiroa Mouzo, el matrimonio tuvo tres hijos: Elba, José María y Plácido. 
Antes de dedicarse de pleno a la fotografía, José Vidal ocupó diversos puestos en el ayuntamiento de su localidad, fue corresponsal en la zona del periódico "El Ideal Gallego" y ejerció de cartero, cargo del que es cesado al comenzar la Guerra Civil por su presunta oposición al alzamiento. Tras varios años defendiendo su inocencia, fue restituido, siendo nombrado ya en 1946 cartero de la localidad vecina de Corme, a la que se trasladó a vivir con su familia. Allí residió hasta su jubilación en 1963, año en el que regresó a Lage. Esta época de su vida fue muy prolífica a nivel fotográfico, dedicándose a recorrer las aldeas de la zona, con la realización de retratos y los eventos festivos.
Falleció el 23 de febrero de 1988 en su villa natal.

## Fotografía
Vidal García desde pequeño se interesó en la fotografía siguiendo los pasos de su padre y a los 15 años comenzó a registrar diferentes actividades sociales y culturales de las comarcas de Bergantiños y Soneira. Sus imágenes abarcan paisajes, retratos, actividades laborales marítimas, fiestas institucionales y religiosas, actos públicos y políticos, fiestas sociales y romerías.
Tanto la fotografía social como artística y experimental que realizó otorga la posibilidad de conocer actualmente los usos y las costumbres, los paisajes, las modas, los oficios y la vida cultural, política y social de la zona de la Costa de la Muerte, en especial de las localidades de "Laxe, Cabana de Bergantiños, Ponteceso, Malpica de Bergantiños, Coristanco, Carballo, A Laracha, Zas, Vimianzo e Camariñas."
Su vinculación al sector profesional de la fotografía permitió que su legado se convirtiera en una fuente de información, tanto técnica como histórica. 

## Año Vidal
En conmemoración del 30 aniversario del fallecimiento de Vidal García, la Concellería de Comercio, Hostalería e Turismo de Lage designó el 2018 como #AnoVidal. Entre las actividades realizadas por este homenaje y el objetivo de preservación del patrimonio histórico y documental, se editó un libro con la biografía y la obra de Vidal García durante sus 50 años de labor fotográfica. Esta obra titulada José Vidal. Unha vida dedicada á fotografía, comprende una selección de 500 imágenes.
Asimismo la exposición José Vidal, unha vida dedicada á fotografía fue inaugurada en abril de 2019 en el Museo de Mar de Lage. La muestra se compuso de 75 imágenes en blanco y negro de gran tamaño rescatando el valor del trabajo fotográfico de Vidal García.

## Archivo fotográfico Vidal
Vidal García como fotógrafo dejó un legado de más de 67 000 fotografías que suponen un documento histórico de alto valor sobre los lugares, la gente y las costumbres de las comarcas de Bergantiños y Tierra de Soneira. Junto a las imágenes realizadas por su padre Plácido Vidal, este conjunto de documentos permiten trazar una historia sociocultural desde los últimos años del siglo XIX hasta finales de la década de 1970 a través de retratos e instantáneas de diversas manifestaciones deportivas, religiosas y sociales.
Esas fotografías son la base del Archivo Fotográfico Vidal que se encuentra en Museo del Mar de Lage, las cuales ya fueron digitalizadas 59.667 imágenes de las 43.475 imágenes en soporte plástico, 10.306 en papel y 5.886 en vidrio, de las cuales 89 de ellas son estereoscópicas. El trabajo de creación y organización de este Archivo comenzó en julio de 2009 con la limpieza de las piezas, el inventariado y descripción física de cada uno de los materiales, digitalización por escáner, catalogación e instalación de guardado en soportes de preservación.
El archivo ha sido declarado Bien de Interés Cultural por la Junta de Galicia, que lo convierte en el primer bien de interés cultural fotográfico de la provincia. Además, en 2019 fue galardonado con el premio "Fotógrafo Histórico" de la Diputación de La Coruña al considerarlo como un modelo de recuperación del patrimonio fotográfico local y de la historial social de los concellos.
De acuerdo a lo establecido por la Junta, fue prevista la apertura al público al menos cuatro días mensuales.